# Rödtjärnen (Anundsjö socken, Ångermanland, 707440-161700)
Rödtjärnen är en sjö i Örnsköldsviks kommun i Ångermanland och ingår i Gideälvens huvudavrinningsområde.